# 文化財保存計画協会
文化財保存計画協会（ぶんかざいほぞんけいかくきょうかい、英:Japan Cultural Heritage Consultancy）は、文化遺産の継承及び政府機関による国庫補助事業にかかる登録有形文化財建造物修理の設計監理に関する技術指導を行う認定団体（文部科学省 文化庁）。1970年（昭和45年）設立。本部は、東京都千代田区。

## 概要
文化財保存計画協会の起源は、1970年（昭和45年）に設立された破風造形研究室である。文化財保存を国民の文化的環境の向上という目的に基づいたものとしていくために、保存計画の手段を研究し、個々の文化財に応じた保存修理を実践する技術者集団として、文化財所有者を核とした人々との協働を図るため、協会を設立。1975年（昭和50年）保存科学研究会東京支部に改組、1979年（昭和54年） 文化財保存計画協会に改組、品質マネジメント国際規格（ ISO9001 ）のデミングサイクル（ PDCA ）で提唱される品質マネジメントシステムを実践。1987年（昭和62年）収益部門を株式会社に組織分離し、現在に至る。
遺跡保存整備、土木遺産保存整備、建造物復元整備（城郭、遺跡含む）、文化財建造物保存修理、附属文化施設等新築、庭園景観整備、海外遺跡保存技術協力、文化的景観保存計画、伝統的集落保存計画等を手掛けている。国指定文化財建造物の保存に国庫補助事業として携わることが認められる組織では、唯一の民間会社である。

## 沿革
- 1970年（昭和45年） - 破風造形研究室として設立。
- 1975年（昭和50年） - 保存科学研究会東京支部に改組。
- 1979年（昭和54年） - 文化財保存計画協会に改組。
- 1987年（昭和62年） - 収益部門を株式会社に組織分離。

## 主な竣工物件

### 主な物件
遺跡保存整備

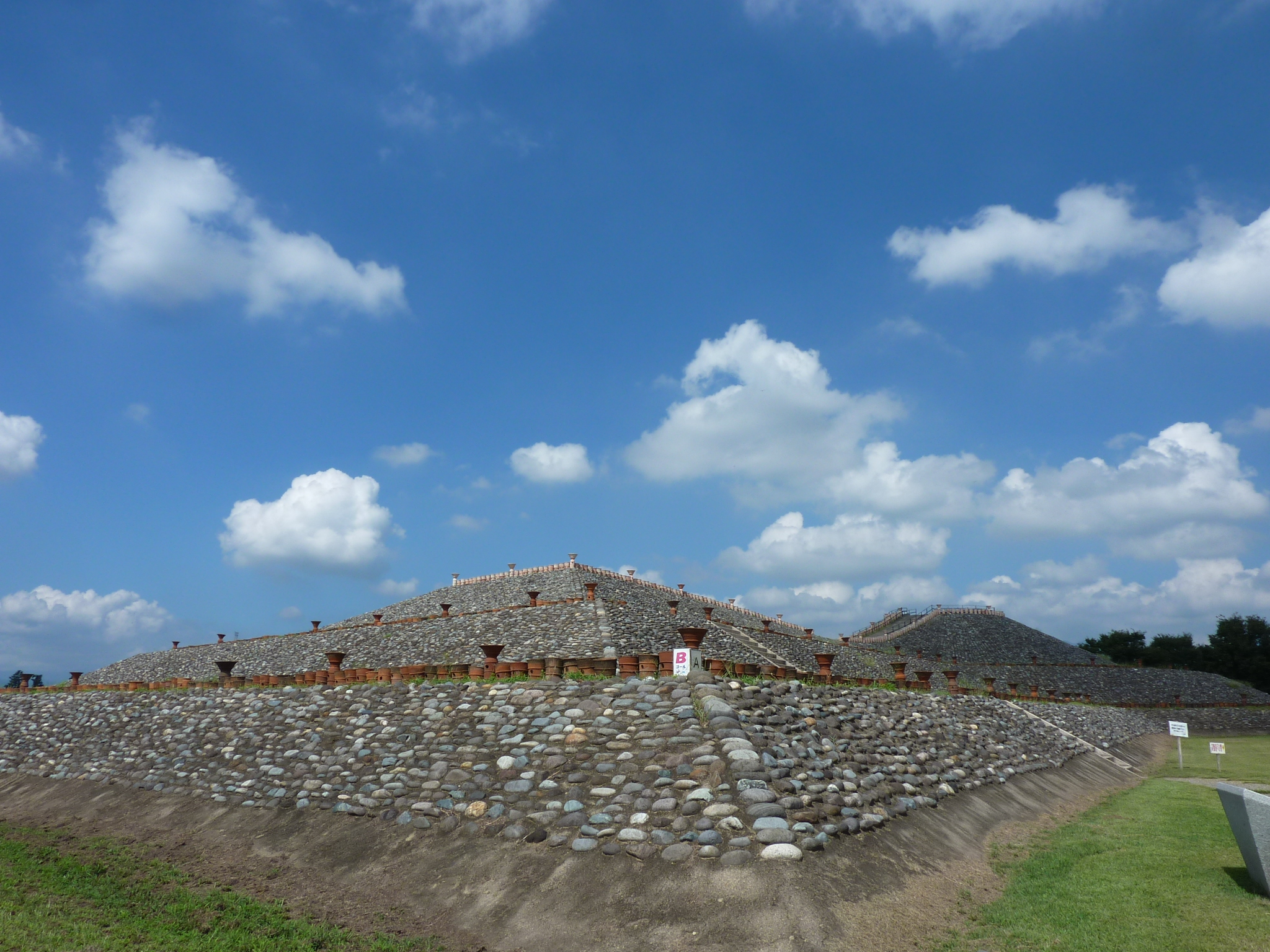
保渡田古墳群八幡塚古墳

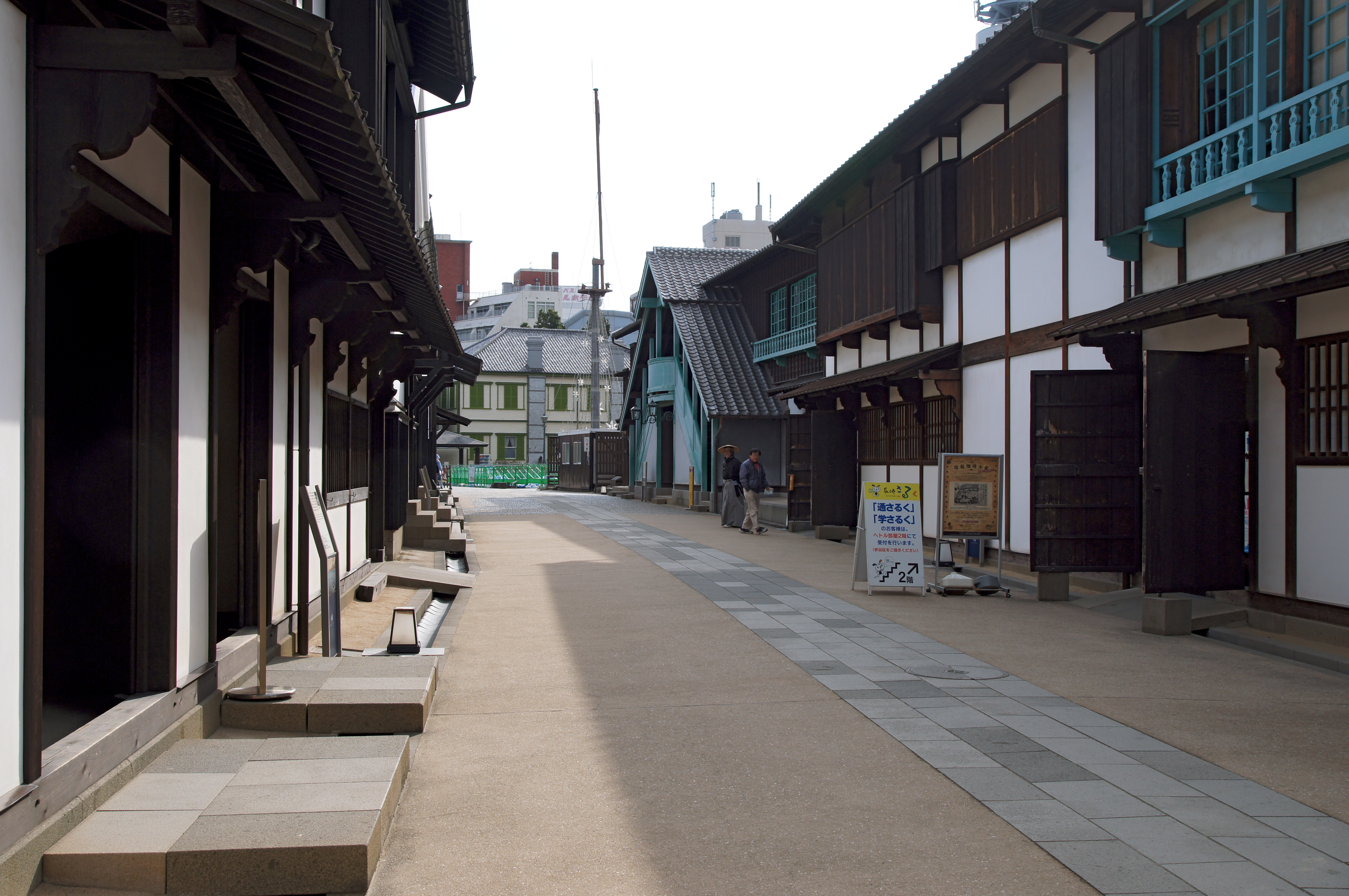
出島復元建造物群

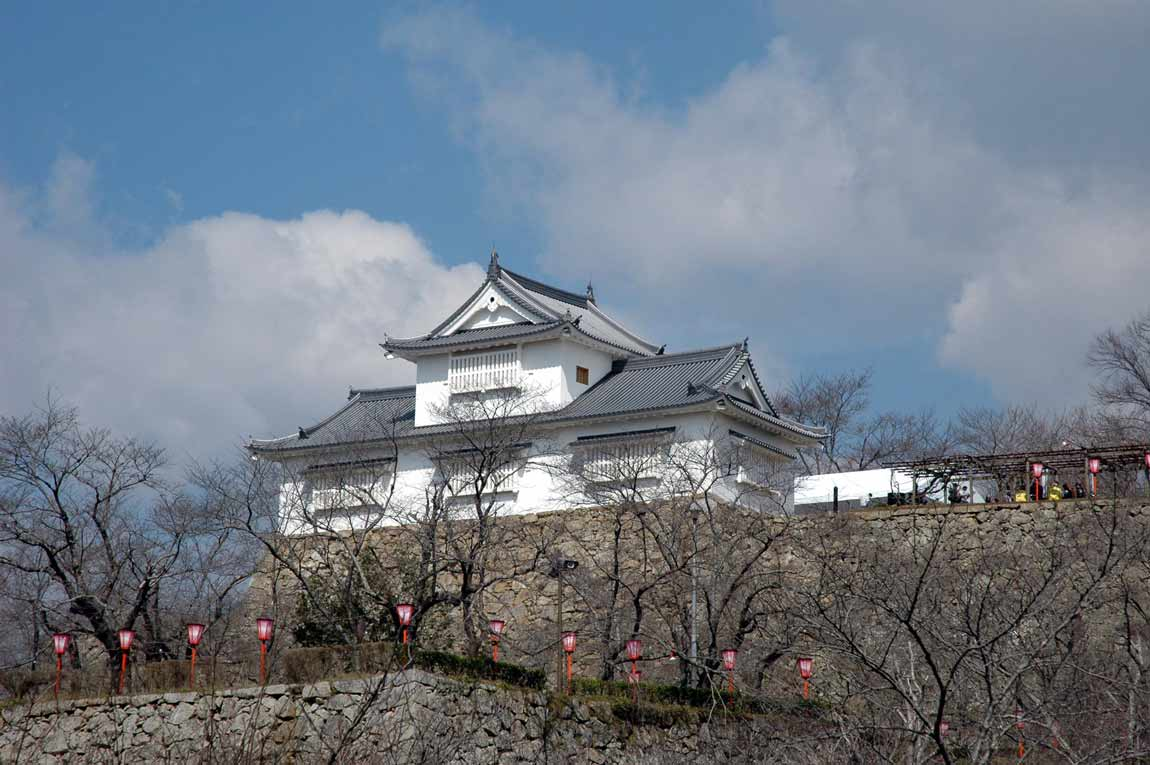
津山城跡備中櫓

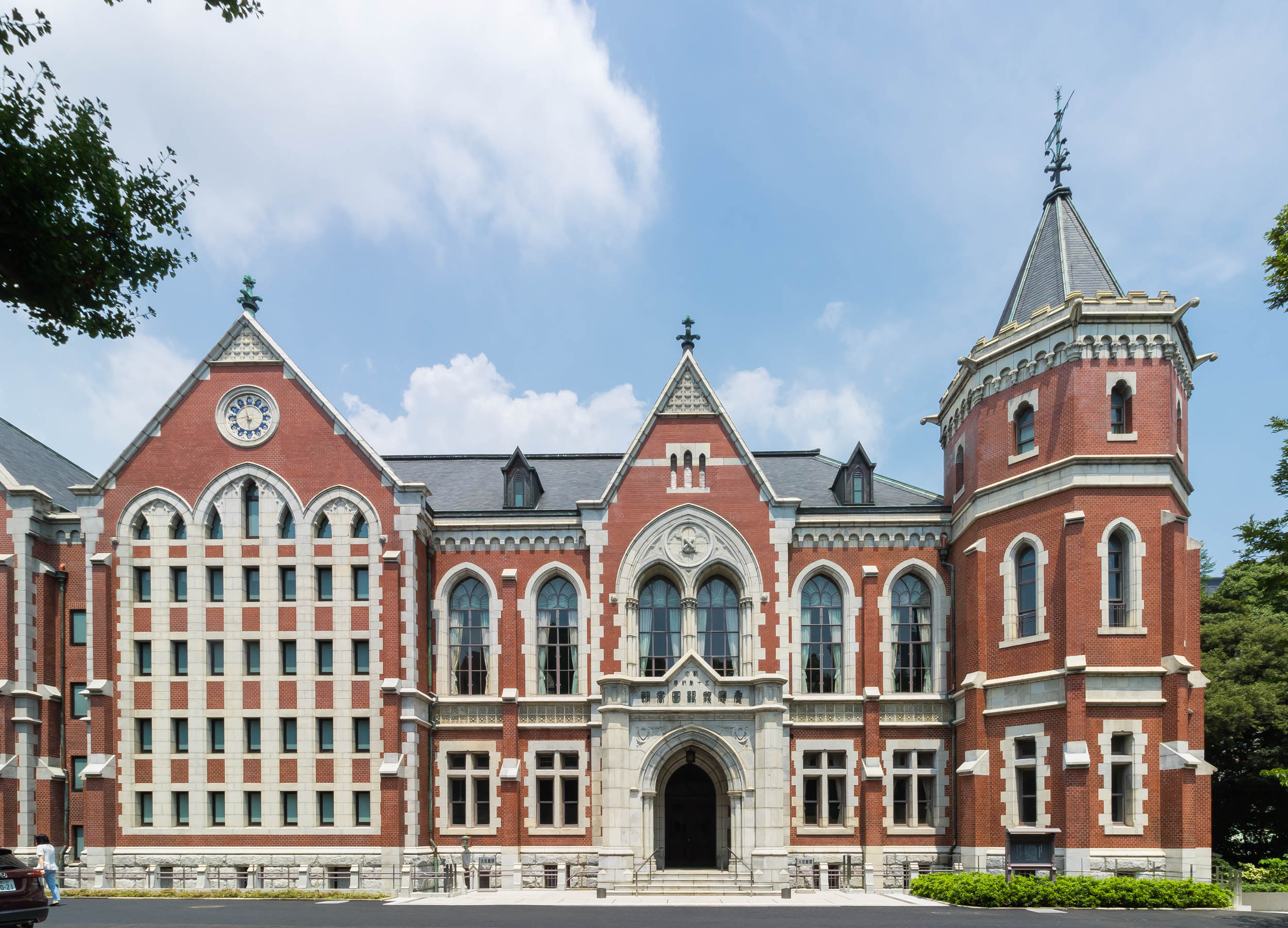
慶應義塾図書館旧館

- 国の史跡 加曾利貝塚整備（昭和60年度）所在地：千葉県千葉市
- 国の史跡 保渡田古墳群八幡塚古墳復元整備（平成7年 - 平成11年度）所在地：群馬県高崎市

土木遺産保存整備
- 国の史跡 松江城石垣修理整備（平成3年 - 平成17年度）所在地：島根県松江市
- 特別史跡 江戸城外堀跡（平成17年度）所在地：東京都千代田区

建造物復元整備
- 国の史跡 出島和蘭商館跡復元整備（平成5年 - 平成15年度）所在地：長崎県長崎市
- 国の史跡 建長寺境内（平成16年 - 平成17年度）所在地：神奈川県鎌倉市
- 国の史跡 鎌倉大仏殿跡（平成17年度）所在地：神奈川県鎌倉市

建造物復元整備（城郭）
- 国の史跡 川越城跡（初雁公園）整備（平成元年 - 平成16年度）所在地：埼玉県川越市
- 国の史跡 松江城跡（平成3年 - 平成17年度）所在地：島根県松江市
- 国の史跡 熊本城二之丸（平成4年 - 平成12年度）所在地：熊本県熊本市
- 国の史跡 小田原城跡（平成6年 - 平成7年度）所在地：神奈川県小田原市
- 国の史跡 真壁城跡（平成7年 - 平成10年度）所在地：茨城県桜川市
- 国の史跡 津山城跡備中櫓復元整備（平成13年 - 平成16年度）所在地：岡山県津山市

建造物復元整備（遺跡）
- 国の史跡 大坊古墳保存修理（平成4年 - 平成6年度）所在地：熊本県玉名市
- 国の史跡 今城塚古墳附新池埴輪製作遺跡復元整備（平成4年 - 平成6年度）所在地：大阪府高槻市
- 長崎県指定史跡 ひさご塚古墳保存整備（平成4年 - 平成6年度）所在地：長崎県東彼杵町

文化財建造物保存修理
- 重要文化財 十島菅原神社本殿他保存修理（平成9年 - 平成12年度）所在地：熊本県球磨郡相良村
- 国の登録有形文化財 富士屋ホテル食堂保存修理技術指導（平成9年 - 平成13年度）所在地：神奈川県箱根町
- 特別史跡 五稜郭跡内箱館奉行所庁舎復元整備（平成18年度）所在地：北海道函館市
- 重要文化財 慶應義塾図書館保存修理（平成29年 - 令和元年）所在地：東京都港区三田

附属文化施設等新築
- 博物館等施設 姫路城管理事務所基本構想（平成元年度）所在地：兵庫県姫路市
- 複合文化財 嬬恋村風土博物館基本構想（平成6年度）所在地：群馬県吾妻郡嬬恋村
- 国の史跡 斎宮跡体験学習館施設新築（平成10年 - 平成11年度）所在地：三重県多気郡明和町

庭園景観整備
- 国の名勝 楽山園庭園修復（平成15年 -）所在地：群馬県甘楽郡甘楽町
- 国の名勝 臨済寺庭園実施設計・工事監理（平成18年度）所在地：静岡県静岡市

文化的景観保存計画
- 重要文化的景観 一関本寺の農村景観保存計画（平成16年 - 17年度）所在地：岩手県一関市
- 文化的景観 秩父景観資源調査（平成19年度）所在地：埼玉県秩父市
- 関ケ原古戦場（開戦地）保存整備基本構想策定業務 （平成19年度）所在地：岐阜県関ケ原町

伝統的集落保存計画
- 法隆寺周辺地区居住環境整備（平成8年度）所在地：奈良県斑鳩町
- 中央日本塩の道地域連携整備計画調査（平成12年度）所在地：新潟県糸魚川地域 - 長野県諏訪地域

### その他
その他、文化財保存計画協会の取り組み
（社会貢献）
- 大学・研究機関への研究協力、講師の派遣
- 大学生・大学院生の研修受入
- NGO・NPO団体等への協力
- 文化財保存技術情報の提供

（総合調査）
- 東京都近代和風建築総合調査（平成18年度）所在地：東京都
- 東京都指定有形文化財 武家屋敷門保存調査（平成19年度）所在地：東京都

（海外遺跡保存技術協力）
- 大明宮含元殿修復技術協力（平成8年 - 平成15年度）所在地：中華人民共和国陝西省西安市
- 世界遺産 アジャンタ・エローラ遺跡整備調査（平成14年度）所在地：インドマハーラーシュトラ州
- 世界遺産 ガンダーラ遺跡修復調査協力（平成15年度）所在地：パキスタンタキシラ
- 世界遺産 バーミヤーン遺跡基本計画基礎資料作成（平成15年度）所在地：アフガニスタンバーミヤン州

## 所属学会等
- 国際記念物遺跡会議 日本ICOMOS国内委員会
- 日本ユネスコアジア文化センター
- 日本建築学会
- 土木学会
- 日本造園学会
- 日本文化財科学会
- 建築史学会
- 日本遺跡学会
- 日本中国考古学研究会
- 文化財保存修復学会
- 文化財保存全国協議会

## 事務所登録等
- 一級建築士事務所（東京都知事 38418号）
- 建設コンサルタント（関東地方整備局長 建18第8673号）
- 測量事務所（関東地方整備局長　登録第(1)-30522号）
- 重要文化財(建造物)耐震診断事業において、耐震性能の向上措置に係る提案書の作成に技術指導を行う認定団体（文化庁）
- 国庫補助事業にかかる登録有形文化財建造物修理の設計監理に関する技術指導を行う認定団体（文化庁）